# 완촨허차오역
완촨허차오역(중국어: 万泉河桥站)은 중국 베이징시 하이뎬구 하이뎬 가도·완류 지구 접경의 북4환서로·완촨허로 교차로에 위치한 베이징 지하철 16호선의 지하철역으로, 2020년 12월 31일 16호선 중간 구간 개통과 함께 운행을 개시하였다.

## 역 구조

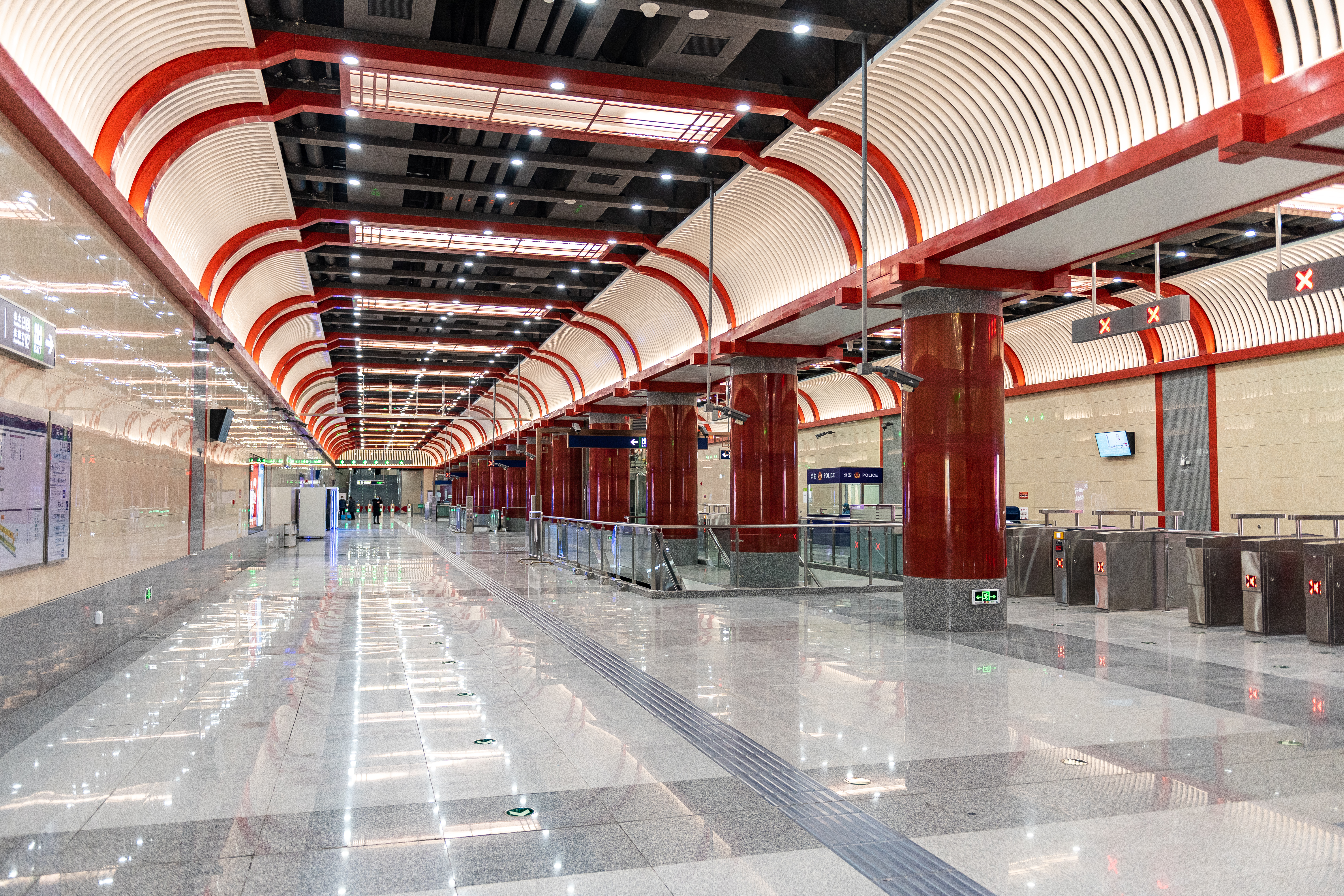
대합실 (2020년 12월 촬영)

이 역은 지하 2층 단열 2경간 섬식 승강장으로, 역의 최대 깊이는 15m이다. 이 역 승강장 바닥의 에스컬레이터 측면에 예술적인 유리 "서산 풍경"(西山盛景)이 설치되어 있다. 역 장식은 단일 기둥 및 이중 경간 역 유형 특성과 결합되어 있다. 명청시대 북방정원건축양식으로, 기둥과 목조구조의 중첩을 구현하는데 중점을 두었다.
| 지면층             | 출입구                          | 출입구                                                  |
| 지하 1층 대합실 층 | 대합실                          | 발권 서비스, 자동 티켓 판매기, 이카통(一卡通) 카드 충전 |
| 지하 2층 승강장    | ←                               | ■ 16호선 베이안허 방면 (시위안)                         |
| 지하 2층 승강장    | 섬식 승강장, 왼쪽 출입문이 열림 |                                                         |
| 지하 2층 승강장    | →                               | ■ 16호선 완핑청 방면 (쑤저우제)                         |

## 출구
완촨허차오역에는 출입구가 3개 있다.
|                         |                       | |      |             |
| 출구                    | 지시                  | 출구 인근 | 사진 | 무장애 시설 |
| 出口 · A                | 완촨허로(万泉河路)    | 완촨허로(万泉河路) 서측, 하이뎬 공원(海淀公园), 완류 골프 클럽(万柳高尔夫俱乐部) |      |             |
| 出口 · B                | 북4환서로(北四环西路) | 북4환서로(北四环西路) 북측, 베이징 81학교 북 캠퍼스(北京市八一中学(北校区)), 베이징 82중학교 북 캠퍼스(北京市八一中学(北校区)), 중관춘 제2초등학교 완차오허 분교(中关村第二小学 万泉河分校), 하이뎬 스포츠 센터(海淀体育中心), 하이뎬구 정부 종합청사(海淀区政府综合办公楼), 하이뎬 신기술 빌딩(海淀新技术大厦), 중관춘 국제 혁신 빌딩(中关村国际创新大厦) |      | 빈칸        |
| 出口 · C                | 북4환서로(北四环西路) | 북4환서로(北四环西路) 남측, 중관춘 도서관 빌딩(中关村图书大厦), 다헝 기술빌딩(大恒科技大厦) |      | 빈칸        |
| 아이콘 설명: 엘리베이터 |                       | |      |             |

## 역사

### 역 노선 계획
2011년 16호선(하이뎬산후선 포함)의 원래 계획에서는 산후선이 시위안(西苑)에서 출발하여 창춘위안 공원(畅春园公园)을 대각선으로 지나 하이뎬 체육관을 통과한 후 이화원로(颐和园路) 경로를 따라 "하이뎬차오역(海淀桥站)" 경유하여 남쪽인 쑤저우제역까지 계획되었다. 당시 캠퍼스 동쪽에 있는 4호선(베이징 대학 동문역 포함)에 대한 베이징 대학의 진동 차단 조치는 이상적인 결과를 얻지 못하였다. 베이징 대학은 2011년에 의원 본교에서 유일하게 지하철 진동의 영향을 덜 받은 지역인 원래 학교 병원 지역을 정밀기기 건물 단지로 탈바꿈시킬 계획을 세웠다. 산후 선의 이전 계획은 베이징 대학 서부 외곽의 이화원 도로에서 시작되며, 정밀 기기 건물과 불과 200m 떨어져 있는 곳에서 출발할 예정이었다. 이전 후 지하철의 진동은 더욱 심각해질 것이며 베이징 대학의 과학 연구 활동에도 심각한 영향을 미칠 것으로 예상되었다. 이를 위해 베이징시 계획위원회는 지하철 진동의 영향과 해결책에 대한 연구를 수행해야 했고, 베이징 대학교 전국인민대표대회에서도 2012년 전국인민대표대회에 이 문제에 대한 동의서를 제출해야 했다.
2013년 8월 5일, 베이징시 계획위원회는 16호선 조정 계획을 발표했다. 시위안 - 쑤저우제 구간은 완촨허로(泉河路)를 따라 남쪽으로 이동하고 중즈 동로(中直东路)를 통과한 후 완류 지구를 통해 남서쪽으로 이동하도록 변경되었다. 정부는 하이뎬 공원 아래에서 동쪽으로 방향을 틀어 완촨허차오에 완촨허차오역을 건립할 것을 결정하였다. 이 노선은 베이징 4환서로 북쪽에서 동쪽으로 가다가 하이뎬차오 서쪽에서 남쪽으로 돌아 쑤저우제를 따라 남쪽으로 쑤저우제 역까지 가는 경로이다. 이전 연구에 따르면 진동과 소음을 줄이기 위한 조치를 취한 후에도 원래 노선의 위치는 여전히 베이징 대학 정밀 기기의 요구 사항을 충족할 수 없는 것으로 나타났기에, 동년 12월, 제3철도조사설계연구소가 발행한 베이징 지하철 16호선(구, 하이뎬산후 선) 2단계의 단순화된 환경 영향 보고서에는 완촨허차오역이 포함된 것이다.

### 건설
이 역의 건설은 2014년 9월 6일에 시작되었으며, 동년 12월 7일에 터널 건설이 이전되었다. 터널은 2016년 3월 15일 완촨허차오를 성공적으로 통과했으며, 동년 4월 7일 완촨 강과 보조도로 강을 건너는 다리를 성공적으로 통과했00다. 2017년 3월, 시위안역과 이 역 사이의 복선 터널이 개통되어 16호선 남부 구간 중 최초로 이 구간이 연결되었다.